# Cyrtochilum hoeijeri
Cyrtochilum hoeijeri là một loài thực vật có hoa trong họ Lan. Loài này được (Dalström) Dalström mô tả khoa học đầu tiên năm 2001.